# Damen (ligne brune du métro de Chicago)
Pour les articles homonymes, voir Damen.
Ne doit pas être confondu avec Damen (ligne rose du métro de Chicago), Damen (ligne verte du métro de Chicago) ou Damen (métro de Chicago).
Damen (anciennement Robey Street) est une station aérienne de la ligne brune du métro de Chicago située au nord-ouest de la ville dans le quartier de Lincoln Park. Elle est située à égale distance (soit 800 mètres) de Western et de Montrose.

## Description
La station offre une correspondance à la ligne Union Pacific/North du Metra à la station Ravenswood.

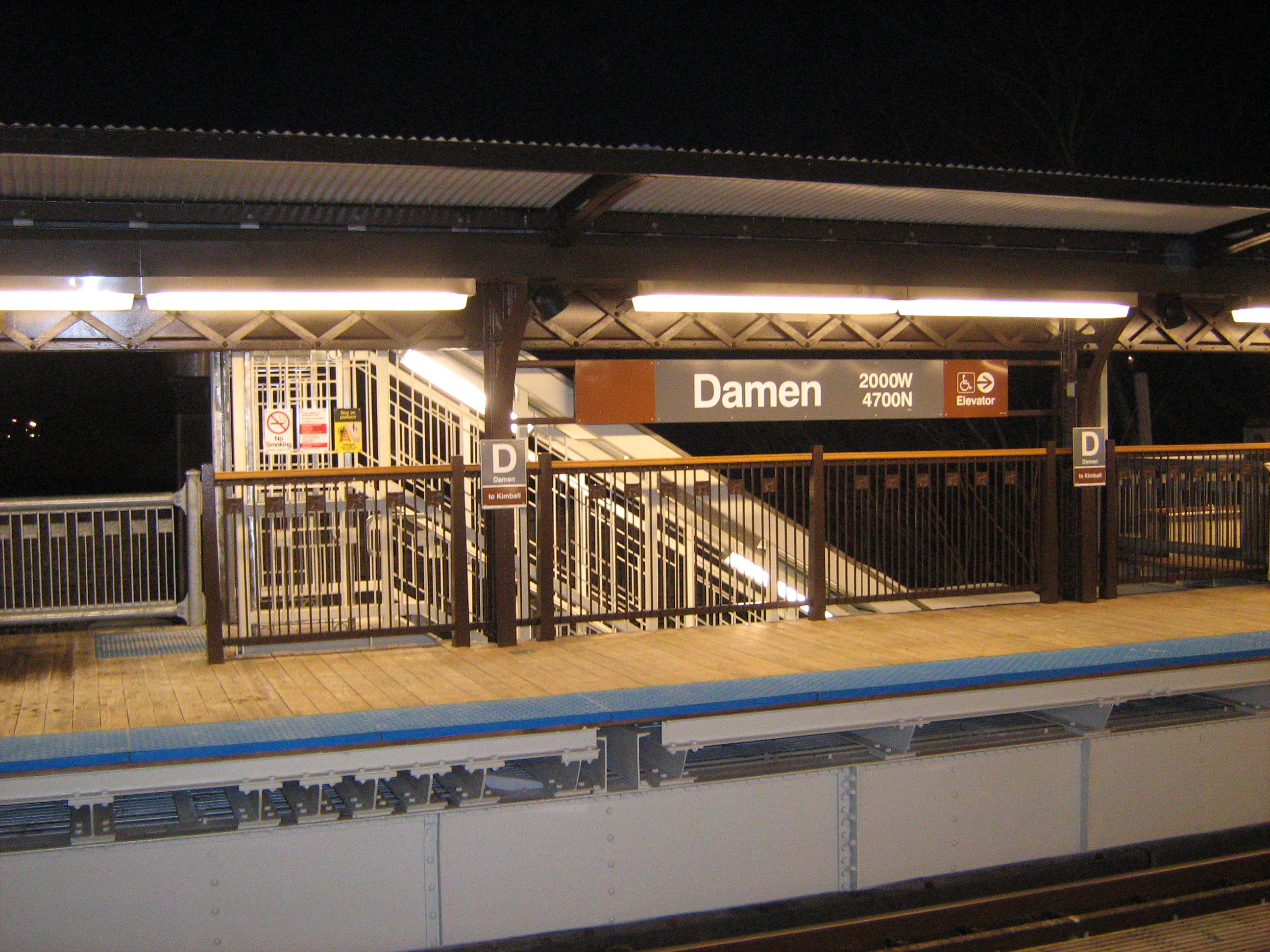
La station Damen.

Dans le cadre du projet Brown Line Capacity Expansion, la station est fermée le 26 novembre 2007 pendant douze mois afin d’être reconstruite. La rénovation permit la conservation de bon nombre de ses caractéristiques de son inauguration le 18 mai 1907 sur la Ravenswood Line par la Northwestern Elevated: les auvents (canopy) des plateformes et les anciennes balustrades sont conservées tandis que la salle des guichets est restaurée aussi bien à l’intérieur qu’à l’extérieur.  
Le plus gros du chantier est la prolongation des quais afin d’accueillir des rames de 8 wagons et la construction de voies d’accès aux quais pour les personnes handicapées grâce à deux ascenseurs. 
La station est rouverte le 19 décembre 2008 par le président de la Chicago Transit Authority (CTA), Ron Huberman.  
La Chicago Transit Authority en partenariat avec la ville de Chicago et son département des affaires culturelles installèrent des pièces des meubles de l’artiste chicagoan Ron Baron dans la salle historique des guichets de Damen.

## Les correspondances avec lebus
Avec les bus de la Chicago Transit Authority :
- N° 50 Damen
- N° 145 Wilson/Michigan Express
- N° 148 Clarendon/Michigan Express

## Dessertes
| Nord/Ouest            |  |             |  | Sud/Est                              |
| --------------------- |  | ----------- |  | ------------------------------------ |
| Western vers Kimball  |  | ligne brune |  | Montrose vers Kimball via Clark/Lake |
| modifier sur Wikidata |  |             |  |                                      |